# Db4o
db4o は、高性能で組み込み可能なオープンソースのオブジェクトデータベースであり、Java と .NET から利用できる。
カリフォルニア州サンマテオ郡の db4objects, Inc. が開発・販売・サポートしている。

## 歴史
2000年、チーフアーキテクトの Carl Rosenberger が開発し、2001年に初めてリリースされた。当初から100以上の企業が顧客となり、2004年に商用化される以前からミッションクリティカルなアプリケーションに向いていることが証明されていた。

## ライセンス
db4o の完全バージョンはデュアルライセンスで提供されている。1つはオープンソースのGPLであり、簡単にダウンロードし、評価し、GPL準拠のプロジェクトで利用できる。商用ランタイムライセンスは db4objects の保障つきであり、GPLでない商用製品への db4o 組み込みを考えている企業向けである。

## サポート
db4objects は商用版購入者向けにポータルを開設しており、24時間体制のサポートを行っている。メンバーは全購入ランタイムの更新を無料で受けることができる。

## 機能
- 任意のオブジェクトを1行のコードで格納できる。
- クライアントや他のソフトウェアコンポーネントにエンドユーザーからは全く見えない形で組み込み可能である。db4o 単体をインストールする機構は不要で、400KB ほどしか消費しないライブラリの形で配布可能。
- Java SDK 1.1 から 5.0 までをサポートしており、Java EE と Java SE で動作可能。リフレクションのある Java ME の方言（CDC、PersonalProfile、Symbian、Savaje、Zaurus）でも動作可能。また、リフレクションがない Java ME についても要求があれば対応可能。
- 文字列ベースのAPI（SQL、OQL、JDOQL、EJBQL、SODA）を使わずにプログラミング言語（Java、C#、VB.NET）で直接データベースにアクセスできる（ネイティブクエリ機能）。

## 主要ユーザー
- BMW[1]
- ボーイング[2]
- ボッシュ[3]
- インテル[4]
- リコー[5]
- シーゲイト・テクノロジー[6]